# SKE48
SKE48 – japońska grupa idolek stworzona przez Yasushiego Akimoto. Jest to pierwsza krajowa siostrzana grupa AKB48. SKE48 posiada swój własny teatr znajdujący się na drugim piętrze Sunshine Sakae w Nagoi. Obecnie mają podpisany kontrakt z wytwórnią avex trax.

## Historia
Yasushi Akimoto otrzymał szansę rozpoczęcia produkcji w Nagoi wraz z remontem Sunshine Sakae 2F, kiedy planował rozszerzenie swojego „projektu 48” na cały kraj. Otrzymał oferty spoza Japonii, ale zdecydował się wykorzystać Nagoję jako miejsce realizacji następnego projektu. Człon „SKE” pochodzi od obszaru Sakae w dzielnicy Naka w Nagoi. Akimoto powiedział, że wybrane członkinie z AKB48 i SKE48 mogą wydać razem singel. Pierwsze przesłuchanie odbyło się 16 lipca 2008 roku, spośród 2670 kandydatek 30 lipca wybrano 22 członkinie.
W singlu Ōgoe Diamond grupy AKB48, wydanym 22 października 2008 roku, Jurina Matsui została środkową składu utworu tytułowego, a także pierwszą i jedyną członkinią SKE48, która pojawiła się na okładce tego singla. Debiutancki singel Tsuyoki mono yo ukazał się 5 sierpnia 2009 roku.
28 maja 2011 roku ogłoszono przeniesienie SKE48 do nowej wytwórni muzycznej avex trax, a pierwszy singel pod nową wytwórnią, Pareo wa Emerald, ukazał się 27 lipca 2011 roku.
9 grudnia 2012 roku została otwarta kawiarnia i sklep „SKE48 CAFE&SHOP with AKB48”, na piątym piętrze Sunshine Sakae. W kawiarni jest 40 miejsc, a menu zostało opracowane przez członkinie grupy.

## Członkinie
Z dniem 16 lutego 2022 grupa składała się z 57 członkiń podzielonych na kilka zespołów: Team S z 19 członkami, Team KII z 19 członkami, Team E z 19 członkami. Kapitanem grupy SKE48 jest Makiko Saitō. Członkinie Kenkyūsei (jap. 研究生; ang. understudy member) są osobną grupą dziewczyn, które nie zostały awansowane do oficjalnych zespołów, z wyjątkiem członków projektu. „Draft Members” (jap. ドラフト会議) to członkinie wybrane przez publiczne przesłuchanie, w którym liczba wstępnie wybranych kandydatek miała szansę zostać wcielonych do zespołu przez grupę przedstawicielek zespołów.

### Team S
Chikako Matsumoto i Ayuka Kamimura mają odpowiednio pozycję liderki i wiceliderki w Team S. Kolor zespołu: ■.
| Imię                              | Data urodzenia            | Generacja |
| --------------------------------- | ------------------------- | --------- |
| Hinano Aoumi (jap. 青海ひな乃)    | 2 listopada 2000(dts)     | 9.        |
| Kimie Akahori (jap. 赤堀君江)     | 21 stycznia 2002(dts)     | 9.        |
| Himeka Arano (jap. 荒野姫楓)      | 9 stycznia 2002(dts)      | 9.        |
| Yuzuki Ishiguro (jap. 石黒友月)   | 11 października 2003(dts) | 8.        |
| Mizuki Ishizuka (jap. 石塚美月)   | 2 grudnia 2002(dts)       | 10.       |
| Ruka Inoue (jap. 井上瑠夏)        | 12 czerwca 2001(dts)      | 8.        |
| Yūki Ōtani (jap. 大谷悠妃)        | 29 lipca 2004(dts)        | Draft 3.  |
| Ayuka Kamimura (jap. 上村亜柚香)  | 27 stycznia 2004(dts)     | Draft 2.  |
| Yoshino Kitagawa (jap. 北川愛乃)  | 24 stycznia 2001(dts)     | 8.        |
| Mikuru Kitō (jap. 鬼頭未来)       | 1 sierpnia 2003(dts)      | 10.       |
| Marin Sakamoto (jap. 坂本真凛)    | 2 lutego 2002(dts)        | 8.        |
| Anan Sugiyama (jap. 杉山歩南)     | 22 lipca 2006(dts)        | 10.       |
| Nanami Takeuchi (jap. 竹内ななみ) | 24 lutego 2001(dts)       | 9.        |
| Rika Tsuzuki (jap. 都築里佳)      | 8 listopada 1995(dts)     | 4.        |
| Miyu Nakasaka (jap. 中坂美祐)     | 11 czerwca 2005(dts)      | 9.        |
| Izumi Nakamura (jap. 仲村和泉)    | 15 marca 2000(dts)        | 8.        |
| Miyo Nomura (jap. 野村実代)       | 1 lutego 2003(dts)        | 8.        |
| Momona Hirano (jap. 平野百菜)     | 5 września 2006(dts)      | 9.        |
| Chikako Matsumoto (jap. 松本慈子) | 19 listopada 1999(dts)    | Draft 1.  |

Absolwentki
| Absolwentki Team S |
| --- |
| - Kirara Suzuki (jap. 鈴木きらら) (ur. 31 lipca 1993(dts)), ukończyła 24 listopada 2008 - Tsukina Takai (jap. 高井つき奈) (ur. 6 lipca 1995(dts)), ukończyła 31 sierpnia 2009 - Moe Yamashita (jap. 山下もえ) (ur. 27 października 1992(dts)), ukończyła 25 grudnia 2009 - Yui Matsushita (jap. 松下唯) (ur. 25 lipca 1988(dts)), ukończyła 30 września 2011 - Haruka Ono (jap. 小野晴香) (ur. 24 listopada 1987(dts)), ukończyła 31 marca 2012 - Rikako Hirata (jap. 平田璃香子) (ur. 7 sierpnia 1989(dts)), ukończyła 23 października 2012 - Kumi Yagami (jap. 矢神久美)(ur. 13 czerwca 1994(dts)), ukończyła 6 maja 2013 - Mizuki Kuwabara (jap. 桑原みずき) (ur. 2 lutego 1992(dts)), ukończyła 6 maja 2013 - Shiori Takada (jap. 高田志織) (ur. 19 lipca 1990(dts)), ukończyła 6 maja 2013 - Kanako Hiramatsu (jap. 平松可奈子) (ur. 14 listopada 1991(dts)), ukończyła 6 maja 2013 - Sayaka Niidoi (jap. 新土居沙也加) (ur. 21 lutego 1994(dts)), ukończyła 30 listopada 2013 - Seira Satō (jap. 佐藤聖羅) (ur. 30 kwietnia 1992(dts)), ukończyła 27 lutego 2014 - Manatsu Mukaida (jap. 向田茉夏) (ur. 10 maja 1996(dts)), ukończyła 23 marca 2014 - Aki Deguchi (jap. 出口陽) (ur. 14 marca 1988(dts)), ukończyła 29 kwietnia 2014 - Mieko Satō (jap. 佐藤実絵子) (ur. 24 czerwca 1986(dts)), ukończyła 31 marca 2015 - Yūka Nakanishi (jap. 中西優香) (ur. 24 stycznia 1989(dts)), ukończyła 12 kwietnia 2015 - Sae Miyazawa (jap. 宮澤佐江) (ur. 13 sierpnia 1990(dts)), ukończyła 1 kwietnia 2016 - Ami Miyamae (jap. 宮前杏実) (ur. 9 września 1997(dts)), ukończyła 28 września 2016 - Miki Yakata (jap. 矢方美紀) (ur. 29 czerwca 1992(dts)), ukończyła 26 lutego 2017 - Yume Noguchi (jap. 野口由芽) (ur. 17 kwietnia 1998(dts)), ukończyła 28 lutego 2017 - Rion Azuma (jap. 東李苑) (ur. 13 listopada 1996(dts)), ukończyła 31 marca 2017 - Mai Takeuchi (jap. 竹内舞) (ur. 31 sierpnia 1993(dts)), ukończyła 29 maja 2017 - Haruka Futamura (jap. 二村春香) (ur. 14 maja 1996(dts)), ukończyła 31 lipca 2017 - Masana Ōya (jap. 大矢真那) (ur. 6 listopada 1990(dts)), ukończyła 29 listopada 2017 - Risako Gotō (jap. 後藤理沙子) (ur. 29 maja 1997(dts)), ukończyła 18 grudnia 2017 - Asana Inuzuka (jap. 犬塚あさな) (ur. 19 marca 1994(dts)), ukończyła 1 lipca 2018 - Otoha Machi (jap. 町音葉) (ur. 6 listopada 2001(dts)), ukończyła 29 listopada 2018 - Rena Isshiki (jap. 一色嶺奈) (ur. 15 lutego 2002(dts)), zrezygnowała 29 grudnia 2018 - Juna Yamada (jap. 山田樹奈) (ur. 25 maja 1998(dts)), ukończyła 10 lutego 2019 - Miku Okada (jap. 岡田美紅) (ur. 13 listopada 1997(dts)), ukończyła 27 marca 2019 - Ryōha Kitagawa (jap. 北川綾巴) (ur. 9 października 1998(dts)), ukończyła 30 września 2020 - Jurina Matsui (jap. 松井珠理奈) (ur. 8 marca 1997(dts)), ukończyła 30 kwietnia 2021 - Kano Nojima (jap. 野島樺乃) (ur. 6 września 2001(dts)), ukończyła 30 czerwca 2021 - Suzuran Yamauchi (jap. 山内鈴蘭) (ur. 8 grudnia 1994(dts)), ukończyła 30 listopada 2021 - Aika Sugiyama (jap. 杉山愛佳) (ur. 5 marca 2002(dts)), ukończyła 31 grudnia 2021 |

### Team KII
Mina Ōba i Ruka Kitano mają odpowiednio pozycję liderki i wiceliderki w Team KII. Kolor zespołu: ■.
| Imię                               | Data urodzenia        | Generacja |
| ---------------------------------- | --------------------- | --------- |
| Shiori Aoki (jap. 青木詩織)        | 22 kwietnia 1996(dts) | 6.        |
| Rika Aoki (jap. 青木莉樺)          | 2 września 1999(dts)  | 10.       |
| Yuki Arai (jap. 荒井優希)          | 7 maja 1998(dts)      | Draft 1.  |
| Hayaka Igarashi (jap. 五十嵐早香)  | 19 września 2001(dts) | 10.       |
| Miki Itō (jap. 伊藤実希)           | 11 sierpnia 2002(dts) | 10.       |
| Sayaka Iriuchijima (jap. 入内嶋涼) | 13 maja 1999(dts)     | 9.        |
| Yūna Egō (jap. 江籠裕奈)           | 29 marca 2000(dts)    | 5.        |
| Ayaka Ōta (jap. 太田彩夏)          | 17 sierpnia 2000(dts) | 7.        |
| Mina Ōba (jap. 大場美奈)           | 3 kwietnia 1992(dts)  | AKB48 9.  |
| Ayaka Okamoto (jap. 岡本彩夏)      | 12 sierpnia 2002(dts) | 9.        |
| Miharu Kawashima (jap. 川嶋美晴)   | 17 grudnia 2002(dts)  | 9.        |
| Ruka Kitano (jap. 北野瑠華)        | 25 maja 1999(dts)     | 6.        |
| Ena Suzuki (jap. 鈴木愛菜)         | 9 stycznia 2004(dts)  | 9.        |
| Airi Nakano (jap. 中野愛理)        | 24 marca 2001(dts)    | Draft 3.  |
| Mio Nishii (jap. 西井美桜)         | 16 marca 2001(dts)    | 10.       |
| Yuzuki Hidaka (jap. 日高優月)      | 1 kwietnia 1998(dts)  | 6.        |
| Fuyuka Fujimoto (jap. 藤本冬香)    | 3 kwietnia 1998(dts)  | 9.        |
| Nao Furuhata (jap. 古畑奈和)       | 15 września 1996(dts) | 5.        |
| Airi Mizuno (jap. 水野愛理)        | 21 września 2002(dts) | Draft 2.  |

Absolwentki
| Absolwentki Team KII |
| --- |
| - Eiko Maeda (jap. 前田栄子) 25 lutego 1986(dts), ukończyła w 2009, później członkini SDN48 - Yuri Ichihara (jap. 市原佑梨) (ur. 15 maja 1987(dts)), ukończyła 30 listopada 2009 - Tomoka Wakabayashi (jap. 若林倫香) (ur. 23 kwietnia 1996(dts)), ukończyła 1 lipca 2012 - Mitsuki Fujimoto (jap. 藤本美月) (ur. 21 września 1995(dts)), ukończyła 28 kwietnia 2013 - Sawako Hata (jap. 秦佐和子) (ur. 14 września 1988(dts)), ukończyła 6 maja 2013 - Shiori Ogiso (jap. 小木曽汐莉) (ur. 15 września 1992(dts)), ukończyła 6 maja 2013 - Ririna Akaeda (jap. 赤枝里々奈) (ur. 3 lipca 1996(dts)), ukończyła 6 maja 2013 - Rina Matsumoto (jap. 松本梨奈) (ur. 3 września 1993(dts)), ukończyła 29 kwietnia 2014 - Tomoko Katō (jap. 加藤智子) (ur. 28 kwietnia 1987(dts)), ukończyła 29 września 2014 - Yukiko Kinoshita (jap. 木下有希子) (ur. 20 grudnia 1993(dts)), ukończyła 27 listopada 2014 - Honoka Mizuno (jap. 水埜 帆乃香) (ur. 1 września 1995(dts)), ukończyła 31 grudnia 2014 - Mizuho Yamada (jap. 山田みずほ) (ur. 25 maja 1997(dts)), ukończyła 31 stycznia 2015 - Airi Furukawa (jap. 古川愛李) (ur. 13 grudnia 1989(dts)), ukończyła 31 marca 2015 - Riho Abiru (jap. 阿比留李帆) (ur. 17 lipca 1993(dts)), ukończyła 30 kwietnia 2015 - Saki Gōdo (jap. 神門沙樹) (ur. 29 stycznia 1996(dts)), ukończyła 19 listopada 2015 - Yukari Yamashita (jap. 山下ゆかり) (ur. 12 marca 1996(dts)), ukończyła 31 marca 2016 - Anna Ishida (jap. 石田安奈) (ur. 27 maja 1996(dts)), ukończyła 26 maja 2017 - Natsuki Takatsuka (jap. 髙塚夏生) (ur. 20 września 1999(dts)), ukończyła 30 kwietnia 2018 - Yukina Yahagi (jap. 矢作有紀奈) (ur. 13 marca 1995(dts)), ukończyła 10 listopada 2018 - Yuna Obata (jap. 小畑優奈) (ur. 18 grudnia 2001(dts)), ukończyła 27 marca 2019 - Kaori Matsumura (jap. 松村香織) (ur. 17 stycznia 1990(dts)), ukończyła 2 maja 2019 - Yumana Takagi (jap. 高木由麻奈) (ur. 23 sierpnia 1993(dts)), ukończyła 18 maja 2019 - Mikoto Uchiyama (jap. 内山命) (ur. 14 listopada 1995(dts)), ukończyła 30 maja 2019 - Rinka Oshiba (jap. 大芝りんか) (ur. 29 października 2001(dts)), ukończyła 30 listopada 2020 - Yukino Shirai (jap. 白井友紀乃) (ur. 28 września 2000(dts)), ukończyła 31 grudnia 2020 - Narumi Kataoka (jap. 片岡成美) (ur. 13 marca 2003(dts)), ukończyła 20 stycznia 2021 - Kotono Shirai (jap. 白井琴望) (ur. 21 stycznia 2002(dts)), ukończyła 31 stycznia 2021 - Akane Takayanagi (jap. 高柳明音) (ur. 29 listopada 1991(dts)), ukończyła 30 kwietnia 2021 - Saki Takeuchi (jap. 竹内彩姫) (ur. 24 listopada 1999(dts)), ukończyła 31 maja 2021 - Sarina Sōda (jap. 惣田紗莉渚) (ur. 18 stycznia 1993(dts)), ukończyła 30 czerwca 2021 |

### Team E
Akari Suda i Nao Fukushi mają odpowiednio pozycję liderki i wiceliderki w Team E. Kolor zespołu: ■.
| Imię                            | Data urodzenia            | Generacja |
| ------------------------------- | ------------------------- | --------- |
| Honoka Aikawa (jap. 相川暖花)   | 22 października 2003(dts) | 7.        |
| Yūka Asai (jap. 浅井裕華)       | 10 listopada 2003(dts)    | 7.        |
| Kaede Ikeda (jap. 池田楓)       | 5 lipca 2000(dts)         | 9.        |
| Reona Ida (jap. 井田玲音名)     | 3 grudnia 1998(dts)       | 6.        |
| Natsuki Kamata (jap. 鎌田菜月)  | 29 czerwca 1996(dts)      | 6.        |
| Haruka Kumazaki (jap. 熊崎晴香) | 10 sierpnia 1997(dts)     | 6.        |
| Ami Kurashima (jap. 倉島杏実)   | 28 czerwca 2005(dts)      | 8.        |
| Makiko Saitō (jap. 斉藤真木子)  | 28 czerwca 1994(dts)      | 2.        |
| Kaho Satō (jap. 佐藤佳穂)       | 16 maja 1997(dts)         | 8.        |
| Kanon Sawada (jap. 澤田奏音)    | 12 maja 2004(dts)         | 10.       |
| Ōka Suenaga (jap. 末永桜花)     | 26 lutego 2002(dts)       | 7.        |
| Maya Sugawara (jap. 菅原茉椰)   | 10 stycznia 2000(dts)     | Draft 2.  |
| Kokona Suzuki (jap. 鈴木恋奈)   | 28 grudnia 2003(dts)      | 9.        |
| Akari Suda (jap. 須田亜香里)    | 31 października 1991(dts) | 3.        |
| Yūki Takahata (jap. 髙畑結希)   | 18 lipca 1995(dts)        | 7.        |
| Mizuki Tanabe (jap. 田辺美月)   | 2 stycznia 2001(dts)      | 9.        |
| Marika Tani (jap. 谷真理佳)     | 5 stycznia 1996(dts)      | HKT48 2.  |
| Mirei Hayashi (jap. 林美澪)     | 10 marca 2009(dts)        | 10.       |
| Nao Fukushi (jap. 福士奈央)     | 23 kwietnia 1999(dts)     | Draft 1.  |

Absolwentki
| Absolwentki Team E |
| --- |
| - Yūka Nakamura (jap. 中村優花) (ur. 4 lipca 1997(dts)), ukończyła 31 grudnia 2011 - Haruka Mano (jap. 間野春香) (ur. 27 kwietnia 1995(dts)), ukończyła 28 marca 2012 - Erika Yamada (jap. 山田恵里伽) (ur. 26 grudnia 1995(dts)), ukończyła 28 marca 2012 - Minami Hara (jap. 原望奈美) (ur. 24 grudnia 1995(dts)), ukończyła 6 maja 2013 - Kasumi Ueno (jap. 上野圭澄) (ur. 29 czerwca 1994(dts)), ukończyła 6 maja 2013 - Nanako Suga (jap. 菅 なな子) (ur. 11 listopada 1996(dts)), ukończyła 22 grudnia 2013 - Momona Kitō (jap. 鬼頭桃菜) (ur.16 kwietnia 1993(dts)), ukończyła 29 kwietnia 2014 - Shiori Iguchi (jap. 井口栞里) (ur. 29 marca 1995(dts)), ukończyła 29 kwietnia 2014 - Shiori Kaneko (jap. 金子栞) (ur. 13 czerwca 1995(dts)), ukończyła 29 kwietnia 2014 - Arisa Owaki (jap. 大脇 有紗) (ur. 1 kwietnia 1999(dts)), ukończyła 30 lipca 2014 - Reika Yamada (jap. 山田 澪花) (ur. 13 czerwca 1995(dts)), ukończyła 31 grudnia 2014 - Tsugumi Iwanaga (jap. 岩永亞美) (ur. 10 maja 1994(dts)), ukończyła 28 lutego 2015 - Ami Kobayashi (jap. 小林亜実) (ur. 12 stycznia 1993(dts)), ukończyła 19 marca 2015 - Rena Matsui (jap. 松井玲奈) (ur. 27 lipca 1991(dts)), ukończyła 31 sierpnia 2015 - Kyōka Isohara (jap. 磯原杏華) (ur. 8 sierpnia 1996(dts)), ukończyła 31 stycznia 2016 - Kumiko Koishi (jap. 小石公美子) (ur. 4 sierpnia 1995(dts)), ukończyła 23 lutego 2016 - Madoka Umemoto (jap. 梅本まどか) (ur. 17 lipca 1992(dts)), ukończyła 24 lutego 2016 - Rumi Katō (jap. 加藤るみ) (ur. 9 marca 1995(dts)), ukończyła 29 maja 2016 - Aya Shibata (jap. 柴田阿弥) (ur. 1 kwietnia 1993(dts)), ukończyła 31 sierpnia 2016 - Mei Sakai (jap. 酒井萌衣) (ur. 13 grudnia 1997(dts)), ukończyła 25 marca 2017 - Kanon Kimoto (jap. 木本花音) (ur. 11 sierpnia 1997(dts)), ukończyła 1 grudnia 2017 - Sumire Satō (jap. 佐藤すみれ) (ur. 20 listopada 1993(dts)), ukończyła 7 stycznia 2018 - Sana Takatera (jap. 髙寺沙菜) (ur. 15 listopada 1999(dts)), ukończyła 29 stycznia 2018 - Narumi Ichino (jap. 市野成美) (ur. 14 kwietnia 1999(dts)), ukończyła 27 marca 2018 - Kohaku Shirayuki (jap. 白雪希明) (ur. 30 sierpnia 1998(dts)), ukończyła 1 maja 2019 - Rara Gotō (jap. 後藤楽々) (ur. 23 lipca 2000(dts)), ukończyła 30 września 2019 - Miki Nonogaki (jap. 野々垣美希) (ur. 7 października 1999(dts)), ukończyła 8 grudnia 2019 - Marina Nishi (jap. 西満里奈) (ur. 16 stycznia 2000(dts)), ukończyła 31 marca 2021 - Shiina Hirata (jap. 平田詩奈) (ur. 22 sierpnia 1999(dts)), ukończyła 31 marca 2021 - Kanon Ishikawa (jap. 石川花音) (ur. 19 grudnia 1997(dts)), ukończyła 31 maja 2021 - Negai Fukai (jap. 深井ねがい) (ur. 16 stycznia 2003(dts)), ukończyła 31 stycznia 2022 |

## Dyskografia

### Single
| Rok  | #  | Tytuł                                                           | Ranking                     | Ranking                 | Sprzedaż | Sprzedaż        | Album                        |
| Rok  | #  | Tytuł                                                           | Oricon Weekly Singles Chart | Billboard Japan Hot 100 | Oricon   | Billboard Japan | Album                        |
| ---- | -- | --------------------------------------------------------------- | --------------------------- | ----------------------- | -------- | --------------- | ---------------------------- |
| 2009 | 1  | „Tsuyoki mono yo” (jap. 強き者よ)                               | 5                           | 91                      | 27 259   |                 | Kono hi no Chime o wasurenai |
| 2010 | 2  | „Aozora kataomoi” (jap. 青空片想い)                             | 3                           | 47                      | 51 180   |                 | Kono hi no Chime o wasurenai |
| 2010 | 3  | „Gomen ne, SUMMER” (jap. ごめんね、SUMMER)                      | 3                           | 6                       | 96 049   |                 | Kono hi no Chime o wasurenai |
| 2010 | 4  | „1! 2! 3! 4! Yoroshiku!” (jap. 1!2!3!4! ヨロシク!)              | 2                           | 6                       | 175 027  |                 | Kono hi no Chime o wasurenai |
| 2011 | 5  | „Banzai Venus” (jap. バンザイVenus)                             | 1                           | 2                       | 275 189  |                 | Kono hi no Chime o wasurenai |
| 2011 | 6  | „Pareo wa Emerald” (jap. パレオはエメラルド Pareo wa Emerarudo) | 1                           | 1                       | 480 916  |                 | Kono hi no Chime o wasurenai |
| 2011 | 7  | „Okey Dokey” (jap. オキドキ Oki Doki)                           | 1                           | 1                       | 474 970  |                 | Kono hi no Chime o wasurenai |
| 2012 | 8  | „Kataomoi Finally” (jap. 片想いFinally)                         | 1                           | 1                       | 592 947  |                 | Kono hi no Chime o wasurenai |
| 2012 | 9  | „Aishite-love-ru!” (jap. アイシテラブル!)                       | 1                           | 1                       | 581 874  | Kakumei no oka  |                              |
| 2012 | 10 | „Kiss datte hidarikiki” (jap. キスだって左利き)                 | 1                           | 1                       | 598 011  | Kakumei no oka  |                              |
| 2013 | 11 | „Choco no dorei” (jap. チョコの奴隷)                            | 1                           | 1                       | 671 623  | Kakumei no oka  |                              |
| 2013 | 12 | „Utsukushii inazuma” (jap. 美しい稲妻)                          | 1                           | 1                       | 661 557  | Kakumei no oka  |                              |
| 2013 | 13 | „Sansei kawaii!” (jap. 賛成カワイイ!)                           | 1                           | 1                       | 569 566  | Kakumei no oka  |                              |
| 2014 | 14 | „Mirai to wa?” (jap. 未来とは?)                                 | 1                           | 1                       | 504 576  | Kakumei no oka  |                              |
| 2014 | 15 | „Bukiyō taiyō” (jap. 不器用太陽)                                | 1                           | 1                       | 464 116  | Kakumei no oka  |                              |
| 2014 | 16 | „12-gatsu no Kangaroo” (jap. 12月のカンガルー)                  | 1                           | 2                       | 452 543  | Kakumei no oka  |                              |
| 2015 | 17 | „Coquettish jūtai-chū” (jap. コケティッシュ渋滞中)              | 1                           | 2                       | 702 299  | Kakumei no oka  |                              |
| 2015 | 18 | „Maenomeri” (jap. 前のめり)                                     | 1                           | 1                       | 461 604  | Kakumei no oka  |                              |
| 2016 | 19 | „Chicken LINE” (jap. チキンLINE)                                | 1                           | 1                       | 365 328  | Kakumei no oka  | 464 298+                     |
| 2016 | 20 | „Kin no ai, gin no ai” (jap. 金の愛、銀の愛)                    | 1                           | 1                       | 327 598  | Kakumei no oka  | 436 451+                     |
| 2017 | 21 | „Igai ni Mango” (jap. 意外にマンゴー)                           | 1                           | 1                       | 341 217  | 484 188+        | TBA                          |
| 2018 | 22 | „Muishiki no iro” (jap. 無意識の色)                             | 1                           | 1                       | 339 202  | 453 363+        | TBA                          |
| 2018 | 23 | „Ikinari Punch Line” (jap. いきなりパンチライン)                | 1                           | 1                       | 320 675  | 395 171+        | TBA                          |
| 2018 | 24 | „Stand by you”                                                  | 1                           | 1                       | 419 763  | 533 357+        | TBA                          |
| 2019 | 25 | „FRUSTRATION”                                                   | 1                           | 2                       | 420 736  | 531 450+        | TBA                          |
| 2020 | 26 | „Sōyūtoko aru yo ne?” (jap. ソーユートコあるよね?)              | 1                           | 1                       | 325 384  | 403 847+        | TBA                          |
| 2021 | 27 | „Koi ochi Flag” (jap. 恋落ちフラグ)                             | 1                           | 1                       | 267 089  | 318 835+        | TBA                          |
| 2021 | 28 | „Ano koro no kimi o mitsuketa” (jap. あの頃の君を見つけた)      | 1                           | 1                       | 262 621+ | 352 665+        | TBA                          |
| 2022 | 29 | „Kokoro ni Flower” (jap. 心にFlower)                            |                             |                         |          |                 | TBA                          |

### Single podgrup

#### Love Crescendo
| Rok  | Tytuł                                                   | Ranking                     | Ranking                 | Sprzedaż ogółem (Oricon) |
| Rok  | Tytuł                                                   | Oricon Weekly Singles Chart | Billboard Japan Hot 100 | Sprzedaż ogółem (Oricon) |
| ---- | ------------------------------------------------------- | --------------------------- | ----------------------- | ------------------------ |
| 2015 | „Koppu no naka no komorebi” (jap. コップの中の木漏れ日) | 2                           | 8                       | 270 236                  |

### Albumy
- Kono hi no Chime o wasurenai (2012)
- Kakumei no oka (2017)